# Tableau synoptique des interprètes et des lieux de la création des opéras de Giuseppe Verdi

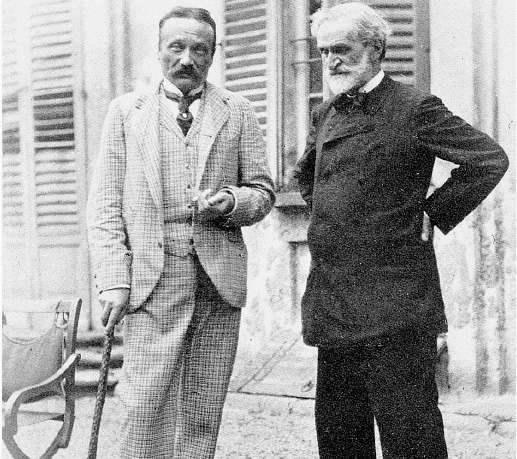
Giuseppe Verdi et le librettiste Arrigo Boito à l'époque de Falstaff (1892).

Giuseppe Verdi (1813-1901), compositeur italien de la période romantique, compose entre 1839 et 1893 vingt-huit opéras, créés pour la plupart sur les scènes italiennes : Milan (Oberto, Un giorno di regno, Nabucco, I Lombardi, Giovanna d'Arco, Otello, Falstaff) , Venise (Ernani, Rigoletto, La traviata, Simon Boccanegra), Rome (I due Foscari, La battaglia di Legnano, Il trovatore, Un ballo in maschera), Naples (Alzira, Luisa Miller), Florence (Macbeth), Trieste (Il corsaro, Stiffelio) et Rimini (Aroldo) mais aussi à Londres (I masnadieri), Paris (Les Vêpres siciliennes, Don Carlos), Saint-Pétersbourg (La forza del destino) ou Le Caire (Aida). 
Il remanie la musique et fait traduire le livret de certains d'entre eux, pour adapter leur version italienne initiale aux exigences de la « grande boutique », en rajoutant un ballet dans le style du grand opéra (I Lombardi devient ainsi Jérusalem, Il trovatore, un nouveau Trouvère, Macbeth est traduit en français pour le Théâtre-Lyrique), ou leur version française de la création à la scène italienne, en rusant pour déjouer la censure (Les Vêpres siciliennes devient Giovanna di Guzman à Parme avant de pouvoir reprendre son titre initial traduit en italien, I vespri siciliani, à Milan, le Don Carlos parisien en français devient un Don Carlo en italien à Milan). Verdi remanie aussi dans la même langue ses œuvres initiales italiennes pour en faire de nouvelles avec de nouveaux librettistes : le Simon Boccanegra de Piave, créé à la Fenice, est revu avec Boito pour la Scala, Aroldo est une version révisée de Stiffelio, La forza del destino de Piave pour Saint-Pétersbourg est revue avec Ghislanzoni pour Milan. Il révise enfin cinq numéros du deuxième acte de La traviata qui avait « chuté » lors de sa création à la Fenice pour sa « réparation » triomphale du Teatro San Benedetto. 
Le tableau qui suit présente les interprètes et les salles des premières mondiales (PM) et, le cas échéant, des recréations italiennes (RI) ou françaises (RF) après remaniement (colonne « V » pour « Version »). La langue du livret est indiquée en colonne « L ». Les rôles sont donnés, comme dans l'article principal consacré à chacun des opéras, dans l'ordre indiqué sur les fiches accessibles sur le site de l'Istituto nazionale di studi verdiani. La colonne « pays » donne les entités actuelles pour la facilité du classement et précise le statut d'appartenance de la ville à l'époque de la création (ex. Trieste, ville aujourd'hui italienne était, en 1848 une cité indépendante appartenant à l'empire d'Autriche). Les informations sont initialement classées dans l'ordre chronologique des premières mondiales et des recréations éventuelles. Elles peuvent être triées selon les différents types de données en cliquant sur le titre de l'une ou l'autre des colonnes. Le retour au classement initial s'obtient en rechargeant la page (F5).
| Titre                                | Livret                                                    | L | Interprètes                                                   | V  | Date               | Pays                                                   | Ville    | Théâtre                                       | Impresario                |
| ------------------------------------ | --------------------------------------------------------- | - | ------------------------------------------------------------- | -- | ------------------ | ------------------------------------------------------ | -------- | --------------------------------------------- | ------------------------- |
| Oberto, Conte di San Bonifacio       | Temistocle Solera Antonio Piazza                          | I | Lorenzo Salvi (ténor) : Riccardo                              | PM | 1839 (17 novembre) | Italie Royaume de Lombardie-Vénétie                    | Milan    | Teatro alla Scala                             | Bartolomeo Merelli        |
| Oberto, Conte di San Bonifacio       | Temistocle Solera                                         | I | Maria Shaw (contralto) : Cuniza                               | PM | 1839 (17 novembre) | Italie Royaume de Lombardie-Vénétie                    | Milan    | Teatro alla Scala                             | Bartolomeo Merelli        |
| Oberto, Conte di San Bonifacio       | Temistocle Solera                                         | I | Antonietta Marini (soprano) : Leonora                         | PM | 1839 (17 novembre) | Italie Royaume de Lombardie-Vénétie                    | Milan    | Teatro alla Scala                             | Bartolomeo Merelli        |
| Oberto, Conte di San Bonifacio       | Temistocle Solera                                         | I | Ignazio Marini (basse) : Oberto                               | PM | 1839 (17 novembre) | Italie Royaume de Lombardie-Vénétie                    | Milan    | Teatro alla Scala                             | Bartolomeo Merelli        |
| Oberto, Conte di San Bonifacio       | Temistocle Solera                                         | I | Marietta Sacchi (mezzo-soprano) : Imelda                      | PM | 1839 (17 novembre) | Italie Royaume de Lombardie-Vénétie                    | Milan    | Teatro alla Scala                             | Bartolomeo Merelli        |
| Un giorno di regno                   | Felice Romani                                             | I | Raffaele Ferlotti (baryton) : Le chevalier Belfiore           | PM | 1840 (5 septembre) | Italie Royaume de Lombardie-Vénétie                    | Milan    | Teatro alla Scala                             | Bartolomeo Merelli        |
| Un giorno di regno                   | Felice Romani                                             | I | Raffaele Scalese (basse) : Le baron Kelbar                    | PM | 1840 (5 septembre) | Italie Royaume de Lombardie-Vénétie                    | Milan    | Teatro alla Scala                             | Bartolomeo Merelli        |
| Un giorno di regno                   | Felice Romani                                             | I | Antonietta Marini (soprano) : La marquise del Poggio          | PM | 1840 (5 septembre) | Italie Royaume de Lombardie-Vénétie                    | Milan    | Teatro alla Scala                             | Bartolomeo Merelli        |
| Un giorno di regno                   | Felice Romani                                             | I | Luigia Abbadia (mezzo-soprano) : Giulietta Kelbar             | PM | 1840 (5 septembre) | Italie Royaume de Lombardie-Vénétie                    | Milan    | Teatro alla Scala                             | Bartolomeo Merelli        |
| Un giorno di regno                   | Felice Romani                                             | I | Lorenzo Salvi (ténor) : Edoardo de Sanval                     | PM | 1840 (5 septembre) | Italie Royaume de Lombardie-Vénétie                    | Milan    | Teatro alla Scala                             | Bartolomeo Merelli        |
| Un giorno di regno                   | Felice Romani                                             | I | Agostino Rovere (basse) : La Rocca                            | PM | 1840 (5 septembre) | Italie Royaume de Lombardie-Vénétie                    | Milan    | Teatro alla Scala                             | Bartolomeo Merelli        |
| Un giorno di regno                   | Felice Romani                                             | I | Giuseppe Vaschetti (ténor) : Le comte Ivrea                   | PM | 1840 (5 septembre) | Italie Royaume de Lombardie-Vénétie                    | Milan    | Teatro alla Scala                             | Bartolomeo Merelli        |
| Un giorno di regno                   | Felice Romani                                             | I | Napoleone Marconi (ténor) : Delmonte                          | PM | 1840 (5 septembre) | Italie Royaume de Lombardie-Vénétie                    | Milan    | Teatro alla Scala                             | Bartolomeo Merelli        |
| Nabucco                              | Temistocle Solera                                         | I | Giorgio Ronconi (baryton) : Nabucco                           | PM | 1842 (9 mars)      | Italie Royaume de Lombardie-Vénétie                    | Milan    | Teatro alla Scala                             | Bartolomeo Merelli        |
| Nabucco                              | Temistocle Solera                                         | I | Giuseppina Strepponi (soprano) : Abigaille                    | PM | 1842 (9 mars)      | Italie Royaume de Lombardie-Vénétie                    | Milan    | Teatro alla Scala                             | Bartolomeo Merelli        |
| Nabucco                              | Temistocle Solera                                         | I | Corrado Miraglia (ténor) : Ismaele                            | PM | 1842 (9 mars)      | Italie Royaume de Lombardie-Vénétie                    | Milan    | Teatro alla Scala                             | Bartolomeo Merelli        |
| Nabucco                              | Temistocle Solera                                         | I | Prosper Dérivis (basse) : Zaccaria                            | PM | 1842 (9 mars)      | Italie Royaume de Lombardie-Vénétie                    | Milan    | Teatro alla Scala                             | Bartolomeo Merelli        |
| Nabucco                              | Temistocle Solera                                         | I | Gaetano Rossi (basse) : Le Grand prêtre de Belos              | PM | 1842 (9 mars)      | Italie Royaume de Lombardie-Vénétie                    | Milan    | Teatro alla Scala                             | Bartolomeo Merelli        |
| Nabucco                              | Temistocle Solera                                         | I | Napoleone Marconi (ténor) : Abdallo                           | PM | 1842 (9 mars)      | Italie Royaume de Lombardie-Vénétie                    | Milan    | Teatro alla Scala                             | Bartolomeo Merelli        |
| Nabucco                              | Temistocle Solera                                         | I | Teresa Ruggeri (soprano) : Anna                               | PM | 1842 (9 mars)      | Italie Royaume de Lombardie-Vénétie                    | Milan    | Teatro alla Scala                             | Bartolomeo Merelli        |
| Nabucco                              | Temistocle Solera                                         | I | Giovannina Bellinzaghi (soprano) : Fenena                     | PM | 1842 (9 mars)      | Italie Royaume de Lombardie-Vénétie                    | Milan    | Teatro alla Scala                             | Bartolomeo Merelli        |
| I Lombardi alla prima crociata       | Temistocle Solera                                         | I | Giovanni Severi (ténor) : Arvino                              | PM | 1843 (11 février)  | Italie Royaume de Lombardie-Vénétie                    | Milan    | Teatro alla Scala                             | Bartolomeo Merelli        |
| I Lombardi alla prima crociata       | Temistocle Solera                                         | I | Prosper Dérivis (basse) : Pagano                              | PM | 1843 (11 février)  | Italie Royaume de Lombardie-Vénétie                    | Milan    | Teatro alla Scala                             | Bartolomeo Merelli        |
| I Lombardi alla prima crociata       | Temistocle Solera                                         | I | Teresa Ruggeri (soprano) : Viclinda                           | PM | 1843 (11 février)  | Italie Royaume de Lombardie-Vénétie                    | Milan    | Teatro alla Scala                             | Bartolomeo Merelli        |
| I Lombardi alla prima crociata       | Temistocle Solera                                         | I | Erminia Frezzolini (soprano) : Giselda                        | PM | 1843 (11 février)  | Italie Royaume de Lombardie-Vénétie                    | Milan    | Teatro alla Scala                             | Bartolomeo Merelli        |
| I Lombardi alla prima crociata       | Temistocle Solera                                         | I | Gaetano Rossi (basse) : Pirro                                 | PM | 1843 (11 février)  | Italie Royaume de Lombardie-Vénétie                    | Milan    | Teatro alla Scala                             | Bartolomeo Merelli        |
| I Lombardi alla prima crociata       | Temistocle Solera                                         | I | Napoleone Marconi (ténor) : Un prieur de la ville de Milan    | PM | 1843 (11 février)  | Italie Royaume de Lombardie-Vénétie                    | Milan    | Teatro alla Scala                             | Bartolomeo Merelli        |
| I Lombardi alla prima crociata       | Temistocle Solera                                         | I | Luigi Vairo (basse) : Acciano                                 | PM | 1843 (11 février)  | Italie Royaume de Lombardie-Vénétie                    | Milan    | Teatro alla Scala                             | Bartolomeo Merelli        |
| I Lombardi alla prima crociata       | Temistocle Solera                                         | I | Carlo Guasco (ténor) : Oronte                                 | PM | 1843 (11 février)  | Italie Royaume de Lombardie-Vénétie                    | Milan    | Teatro alla Scala                             | Bartolomeo Merelli        |
| I Lombardi alla prima crociata       | Temistocle Solera                                         | I | Amalia Gandaglia (soprano) : Sofia                            | PM | 1843 (11 février)  | Italie Royaume de Lombardie-Vénétie                    | Milan    | Teatro alla Scala                             | Bartolomeo Merelli        |
| Ernani                               | Francesco Maria Piave                                     | I | Carlo Guasco (ténor) : Ernani                                 | PM | 1844 (9 mars)      | Italie Royaume de Lombardie-Vénétie                    | Venise   | Teatro La Fenice                              | Alvise Francesco Mocenigo |
| Ernani                               | Francesco Maria Piave                                     | I | Antonio Superchi (baryton) : Don Carlo                        | PM | 1844 (9 mars)      | Italie Royaume de Lombardie-Vénétie                    | Venise   | Teatro La Fenice                              | Alvise Francesco Mocenigo |
| Ernani                               | Francesco Maria Piave                                     | I | Antonio Selva (basse) : Don Ruy Gomez De Silva                | PM | 1844 (9 mars)      | Italie Royaume de Lombardie-Vénétie                    | Venise   | Teatro La Fenice                              | Alvise Francesco Mocenigo |
| Ernani                               | Francesco Maria Piave                                     | I | Sophie Löwe (soprano) : Elvira                                | PM | 1844 (9 mars)      | Italie Royaume de Lombardie-Vénétie                    | Venise   | Teatro La Fenice                              | Alvise Francesco Mocenigo |
| Ernani                               | Francesco Maria Piave                                     | I | Laura Saini (soprano) : Giovanna                              | PM | 1844 (9 mars)      | Italie Royaume de Lombardie-Vénétie                    | Venise   | Teatro La Fenice                              | Alvise Francesco Mocenigo |
| Ernani                               | Francesco Maria Piave                                     | I | Giovanni Lanner (ténor) : Don Riccardo                        | PM | 1844 (9 mars)      | Italie Royaume de Lombardie-Vénétie                    | Venise   | Teatro La Fenice                              | Alvise Francesco Mocenigo |
| Ernani                               | Francesco Maria Piave                                     | I | Andrea Bellini (basse) : Jago                                 | PM | 1844 (9 mars)      | Italie Royaume de Lombardie-Vénétie                    | Venise   | Teatro La Fenice                              | Alvise Francesco Mocenigo |
| I due Foscari                        | Francesco Maria Piave                                     | I | Achille De Bassini (baryton) : Francesco Foscari              | PM | 1844 (3 novembre)  | Italie États pontificaux                               | Rome     | Teatro Argentina                              | Antonio Lanari            |
| I due Foscari                        | Francesco Maria Piave                                     | I | Giacomo Roppa (ténor) : Jacopo Foscari                        | PM | 1844 (3 novembre)  | Italie États pontificaux                               | Rome     | Teatro Argentina                              | Antonio Lanari            |
| I due Foscari                        | Francesco Maria Piave                                     | I | Marianna Barbieri-Nini (soprano) : Lucrezia Contarini         | PM | 1844 (3 novembre)  | Italie États pontificaux                               | Rome     | Teatro Argentina                              | Antonio Lanari            |
| I due Foscari                        | Francesco Maria Piave                                     | I | Baldassare Mirri (basse) : Jacopo Loredano                    | PM | 1844 (3 novembre)  | Italie États pontificaux                               | Rome     | Teatro Argentina                              | Antonio Lanari            |
| I due Foscari                        | Francesco Maria Piave                                     | I | Atanasio Pozzolini (ténor) : Barbarigo                        | PM | 1844 (3 novembre)  | Italie États pontificaux                               | Rome     | Teatro Argentina                              | Antonio Lanari            |
| I due Foscari                        | Francesco Maria Piave                                     | I | Giulia Ricci (mezzo-soprano) : Pisana                         | PM | 1844 (3 novembre)  | Italie États pontificaux                               | Rome     | Teatro Argentina                              | Antonio Lanari            |
| Giovanna d'Arco                      | Temistocle Solera                                         | I | Erminia Frezzolini (soprano) : Giovanna                       | PM | 1845 (15 février)  | Italie Royaume de Lombardie-Vénétie                    | Milan    | Teatro alla Scala                             | Bartolomeo Merelli        |
| Giovanna d'Arco                      | Temistocle Solera                                         | I | Antonio Poggi (ténor) : Carlo VII                             | PM | 1845 (15 février)  | Italie Royaume de Lombardie-Vénétie                    | Milan    | Teatro alla Scala                             | Bartolomeo Merelli        |
| Giovanna d'Arco                      | Temistocle Solera                                         | I | Filippo Colini (baryton) : Giacomo                            | PM | 1845 (15 février)  | Italie Royaume de Lombardie-Vénétie                    | Milan    | Teatro alla Scala                             | Bartolomeo Merelli        |
| Giovanna d'Arco                      | Temistocle Solera                                         | I | Francesco Lodetti (basse) : Talbot                            | PM | 1845 (15 février)  | Italie Royaume de Lombardie-Vénétie                    | Milan    | Teatro alla Scala                             | Bartolomeo Merelli        |
| Giovanna d'Arco                      | Temistocle Solera                                         | I | Napoleone Marconi (ténor) : Delil                             | PM | 1845 (15 février)  | Italie Royaume de Lombardie-Vénétie                    | Milan    | Teatro alla Scala                             | Bartolomeo Merelli        |
| Alzira                               | Salvatore Cammarano                                       | I | Marco Arati (basse) : Alvaro                                  | PM | 1845 (12 août)     | Italie Royaume des Deux-Siciles                        | Naples   | Teatro San Carlo                              | Vincenzio Flauto          |
| Alzira                               | Salvatore Cammarano                                       | I | Filippo Coletti (baryton) : Gusman                            | PM | 1845 (12 août)     | Italie Royaume des Deux-Siciles                        | Naples   | Teatro San Carlo                              | Vincenzio Flauto          |
| Alzira                               | Salvatore Cammarano                                       | I | Ceci (ténor) : Ovando                                         | PM | 1845 (12 août)     | Italie Royaume des Deux-Siciles                        | Naples   | Teatro San Carlo                              | Vincenzio Flauto          |
| Alzira                               | Salvatore Cammarano                                       | I | Gaetano Fraschini (ténor) : Zamoro                            | PM | 1845 (12 août)     | Italie Royaume des Deux-Siciles                        | Naples   | Teatro San Carlo                              | Vincenzio Flauto          |
| Alzira                               | Salvatore Cammarano                                       | I | Michele Benedetti (basse) : Ataliba                           | PM | 1845 (12 août)     | Italie Royaume des Deux-Siciles                        | Naples   | Teatro San Carlo                              | Vincenzio Flauto          |
| Alzira                               | Salvatore Cammarano                                       | I | Eugenia Tadolini (soprano) : Alzira                           | PM | 1845 (12 août)     | Italie Royaume des Deux-Siciles                        | Naples   | Teatro San Carlo                              | Vincenzio Flauto          |
| Alzira                               | Salvatore Cammarano                                       | I | Maria Salvetti (mezzo-soprano) : Zuma                         | PM | 1845 (12 août)     | Italie Royaume des Deux-Siciles                        | Naples   | Teatro San Carlo                              | Vincenzio Flauto          |
| Alzira                               | Salvatore Cammarano                                       | I | Francesco Rossi (ténor) : Otumbo                              | PM | 1845 (12 août)     | Italie Royaume des Deux-Siciles                        | Naples   | Teatro San Carlo                              | Vincenzio Flauto          |
| Attila                               | Temistocle Solera (complété par Piave)                    | I | Ignazio Marini (basse) : Attila                               | PM | 1846 (17 mars)     | Italie Royaume de Lombardie-Vénétie                    | Venise   | Teatro La Fenice                              |                           |
| Attila                               | Temistocle Solera (complété par Piave)                    | I | Natale Costantini (baryton) : Ezio                            | PM | 1846 (17 mars)     | Italie Royaume de Lombardie-Vénétie                    | Venise   | Teatro La Fenice                              |                           |
| Attila                               | Temistocle Solera (complété par Piave)                    | I | Sophie Löwe (soprano) : Odabella                              | PM | 1846 (17 mars)     | Italie Royaume de Lombardie-Vénétie                    | Venise   | Teatro La Fenice                              |                           |
| Attila                               | Temistocle Solera (complété par Piave)                    | I | Carlo Guasco (ténor) : Foresto                                | PM | 1846 (17 mars)     | Italie Royaume de Lombardie-Vénétie                    | Venise   | Teatro La Fenice                              |                           |
| Attila                               | Temistocle Solera (complété par Piave)                    | I | Ettore Profili (ténor) : Uldino                               | PM | 1846 (17 mars)     | Italie Royaume de Lombardie-Vénétie                    | Venise   | Teatro La Fenice                              |                           |
| Attila                               | Temistocle Solera (complété par Piave)                    | I | Giuseppe Romanelli (basse) : Leone                            | PM | 1846 (17 mars)     | Italie Royaume de Lombardie-Vénétie                    | Venise   | Teatro La Fenice                              |                           |
| Macbeth                              | Francesco Maria Piave (et Andrea Maffei)                  | I | Felice Varesi (baryton) : Macbeth                             | PM | 1847 (14 mars)     | Italie Grand-duché de Toscane                          | Florence | Teatro della Pergola                          |                           |
| Macbeth                              | Francesco Maria Piave (et Andrea Maffei)                  | I | Nicola Benedetti (basse) : Banquo                             | PM | 1847 (14 mars)     | Italie Grand-duché de Toscane                          | Florence | Teatro della Pergola                          |                           |
| Macbeth                              | Francesco Maria Piave (et Andrea Maffei)                  | I | Marianna Barbieri-Nini (soprano) : Lady Macbeth               | PM | 1847 (14 mars)     | Italie Grand-duché de Toscane                          | Florence | Teatro della Pergola                          |                           |
| Macbeth                              | Francesco Maria Piave (et Andrea Maffei)                  | I | Faustina Piombanti (mezzo-soprano) : Suivante de Lady Macbeth | PM | 1847 (14 mars)     | Italie Grand-duché de Toscane                          | Florence | Teatro della Pergola                          |                           |
| Macbeth                              | Francesco Maria Piave (et Andrea Maffei)                  | I | Angelo Brunacci (ténor) : Macduff                             | PM | 1847 (14 mars)     | Italie Grand-duché de Toscane                          | Florence | Teatro della Pergola                          |                           |
| Macbeth                              | Francesco Maria Piave (et Andrea Maffei)                  | I | Francesco Rossi (ténor) : Malcolm                             | PM | 1847 (14 mars)     | Italie Grand-duché de Toscane                          | Florence | Teatro della Pergola                          |                           |
| Macbeth                              | Francesco Maria Piave (et Andrea Maffei)                  | I | Giuseppe Romanelli (basse) : Un médecin                       | PM | 1847 (14 mars)     | Italie Grand-duché de Toscane                          | Florence | Teatro della Pergola                          |                           |
| Macbeth                              | Francesco Maria Piave (et Andrea Maffei)                  | I | Giuseppe Bertini (basse) : Un sicaire                         | PM | 1847 (14 mars)     | Italie Grand-duché de Toscane                          | Florence | Teatro della Pergola                          |                           |
| I masnadieri                         | Andrea Maffei                                             | I | Jenny Lind (soprano) : Amalia                                 | PM | 1847 (22 juillet)  | Angleterre Royaume-Uni de Grande-Bretagne et d'Irlande | Londres  | Her Majesty's Theatre                         |                           |
| I masnadieri                         | Andrea Maffei                                             | I | Luigi Lablache (basse) : Massimiliano                         | PM | 1847 (22 juillet)  | Angleterre Royaume-Uni de Grande-Bretagne et d'Irlande | Londres  | Her Majesty's Theatre                         |                           |
| I masnadieri                         | Andrea Maffei                                             | I | Italo Gardoni (ténor) : Carlo                                 | PM | 1847 (22 juillet)  | Angleterre Royaume-Uni de Grande-Bretagne et d'Irlande | Londres  | Her Majesty's Theatre                         |                           |
| I masnadieri                         | Andrea Maffei                                             | I | Filippo Coletti (baryton) : Francesco                         | PM | 1847 (22 juillet)  | Angleterre Royaume-Uni de Grande-Bretagne et d'Irlande | Londres  | Her Majesty's Theatre                         |                           |
| I masnadieri                         | Andrea Maffei                                             | I | Leone Corelli (ténor) : Arminio                               | PM | 1847 (22 juillet)  | Angleterre Royaume-Uni de Grande-Bretagne et d'Irlande | Londres  | Her Majesty's Theatre                         |                           |
| I masnadieri                         | Andrea Maffei                                             | I | Lucien Bouché (basse) : Moser                                 | PM | 1847 (22 juillet)  | Angleterre Royaume-Uni de Grande-Bretagne et d'Irlande | Londres  | Her Majesty's Theatre                         |                           |
| I masnadieri                         | Andrea Maffei                                             | I | Dal-Fiori (ténor) : Rolla                                     | PM | 1847 (22 juillet)  | Angleterre Royaume-Uni de Grande-Bretagne et d'Irlande | Londres  | Her Majesty's Theatre                         |                           |
| Jérusalem (VF des Lombardi remaniés) | Alphonse Royer Gustave Vaëz                               | F | Gilbert Duprez (ténor) : Gaston                               | RF | 1847 (22 novembre) | France Royaume de France                               | Paris    | Académie royale de musique Salle Le Peletier  |                           |
| Jérusalem (VF des Lombardi remaniés) | Alphonse Royer Gustave Vaëz                               | F | Charles Portheaut (baryton) : Le comte de Toulouse            | RF | 1847 (22 novembre) | France Royaume de France                               | Paris    | Académie royale de musique Salle Le Peletier  |                           |
| Jérusalem (VF des Lombardi remaniés) | Alphonse Royer Gustave Vaëz                               | F | Adolphe-Joseph-Louis Alizard (basse) : Roger                  | RF | 1847 (22 novembre) | France Royaume de France                               | Paris    | Académie royale de musique Salle Le Peletier  |                           |
| Jérusalem (VF des Lombardi remaniés) | Alphonse Royer Gustave Vaëz                               | F | Hippolyte Brémont (basse) : Adhemar de Montheil               | RF | 1847 (22 novembre) | France Royaume de France                               | Paris    | Académie royale de musique Salle Le Peletier  |                           |
| Jérusalem (VF des Lombardi remaniés) | Alphonse Royer Gustave Vaëz                               | F | Jules Barbot (ténor) : Raymond                                | RF | 1847 (22 novembre) | France Royaume de France                               | Paris    | Académie royale de musique Salle Le Peletier  |                           |
| Jérusalem (VF des Lombardi remaniés) | Alphonse Royer Gustave Vaëz                               | F | Eliza Julian Van Gelder (soprano) : Hélène                    | RF | 1847 (22 novembre) | France Royaume de France                               | Paris    | Académie royale de musique Salle Le Peletier  |                           |
| Jérusalem (VF des Lombardi remaniés) | Alphonse Royer Gustave Vaëz                               | F | Mme Muller (soprano) : Isaure                                 | RF | 1847 (22 novembre) | France Royaume de France                               | Paris    | Académie royale de musique Salle Le Peletier  |                           |
| Jérusalem (VF des Lombardi remaniés) | Alphonse Royer Gustave Vaëz                               | F | Prévost (basse) : Un soldat                                   | RF | 1847 (22 novembre) | France Royaume de France                               | Paris    | Académie royale de musique Salle Le Peletier  |                           |
| Jérusalem (VF des Lombardi remaniés) | Alphonse Royer Gustave Vaëz                               | F | Molinier (basse) : Un héraut                                  | RF | 1847 (22 novembre) | France Royaume de France                               | Paris    | Académie royale de musique Salle Le Peletier  |                           |
| Jérusalem (VF des Lombardi remaniés) | Alphonse Royer Gustave Vaëz                               | F | Guignot (basse) : L’Emir de Ramla                             | RF | 1847 (22 novembre) | France Royaume de France                               | Paris    | Académie royale de musique Salle Le Peletier  |                           |
| Jérusalem (VF des Lombardi remaniés) | Alphonse Royer Gustave Vaëz                               | F | Koenig (ténor) : Un officier de l’Emir                        | RF | 1847 (22 novembre) | France Royaume de France                               | Paris    | Académie royale de musique Salle Le Peletier  |                           |
| Il corsaro                           | Francesco Maria Piave                                     | I | Gaetano Fraschini (ténor) : Corrado                           | PM | 1848 (25 octobre)  | Italie Empire d'Autriche                               | Trieste  | Teatro Grande                                 |                           |
| Il corsaro                           | Francesco Maria Piave                                     | I | Carolina Rapazzini (soprano) : Medora                         | PM | 1848 (25 octobre)  | Italie Empire d'Autriche                               | Trieste  | Teatro Grande                                 |                           |
| Il corsaro                           | Francesco Maria Piave                                     | I | Achille De Bassini (baryton) : Seid                           | PM | 1848 (25 octobre)  | Italie Empire d'Autriche                               | Trieste  | Teatro Grande                                 |                           |
| Il corsaro                           | Francesco Maria Piave                                     | I | Marianna Barbieri-Nini (soprano) : Gulnara                    | PM | 1848 (25 octobre)  | Italie Empire d'Autriche                               | Trieste  | Teatro Grande                                 |                           |
| Il corsaro                           | Francesco Maria Piave                                     | I | Giovanni Petrovich (ténor) : Selimo                           | PM | 1848 (25 octobre)  | Italie Empire d'Autriche                               | Trieste  | Teatro Grande                                 |                           |
| Il corsaro                           | Francesco Maria Piave                                     | I | Giovanni Volpini (basse) : Giovanni                           | PM | 1848 (25 octobre)  | Italie Empire d'Autriche                               | Trieste  | Teatro Grande                                 |                           |
| Il corsaro                           | Francesco Maria Piave                                     | I | Francesco Cucchiari (ténor) : Un eunuque                      | PM | 1848 (25 octobre)  | Italie Empire d'Autriche                               | Trieste  | Teatro Grande                                 |                           |
| Il corsaro                           | Francesco Maria Piave                                     | I | Stefano Albanassich (ténor) : Un esclave                      | PM | 1848 (25 octobre)  | Italie Empire d'Autriche                               | Trieste  | Teatro Grande                                 |                           |
| La battaglia di Legnano              | Salvatore Cammarano                                       | I | Pietro Sottovia (basse) : Federico Barbarossa                 | PM | 1849 (27 janvier)  | Italie États pontificaux                               | Rome     | Teatro Argentina                              |                           |
| La battaglia di Legnano              | Salvatore Cammarano                                       | I | Alessandro Lanzoni (basse) : Le premier consul de Milan       | PM | 1849 (27 janvier)  | Italie États pontificaux                               | Rome     | Teatro Argentina                              |                           |
| La battaglia di Legnano              | Salvatore Cammarano                                       | I | Filippo Giannini (basse) : Le second consul de Milan          | PM | 1849 (27 janvier)  | Italie États pontificaux                               | Rome     | Teatro Argentina                              |                           |
| La battaglia di Legnano              | Salvatore Cammarano                                       | I | Ignazio Marini (basse) : Le podestat de Côme                  | PM | 1849 (27 janvier)  | Italie États pontificaux                               | Rome     | Teatro Argentina                              |                           |
| La battaglia di Legnano              | Salvatore Cammarano                                       | I | Filippo Colini (baryton) : Rolando                            | PM | 1849 (27 janvier)  | Italie États pontificaux                               | Rome     | Teatro Argentina                              |                           |
| La battaglia di Legnano              | Salvatore Cammarano                                       | I | Teresa De Giuli Borsi (soprano) : Lida                        | PM | 1849 (27 janvier)  | Italie États pontificaux                               | Rome     | Teatro Argentina                              |                           |
| La battaglia di Legnano              | Salvatore Cammarano                                       | I | Gaetano Fraschini (ténor) : Arrigo                            | PM | 1849 (27 janvier)  | Italie États pontificaux                               | Rome     | Teatro Argentina                              |                           |
| La battaglia di Legnano              | Salvatore Cammarano                                       | I | Lodovico Buti (baryton) Marcovaldo                            | PM | 1849 (27 janvier)  | Italie États pontificaux                               | Rome     | Teatro Argentina                              |                           |
| La battaglia di Legnano              | Salvatore Cammarano                                       | I | Vincenza Marchesi (mezzo-soprano) : Imelda                    | PM | 1849 (27 janvier)  | Italie États pontificaux                               | Rome     | Teatro Argentina                              |                           |
| La battaglia di Legnano              | Salvatore Cammarano                                       | I | Mariano Conti (ténor) : Un écuyer d'Arrigo                    | PM | 1849 (27 janvier)  | Italie États pontificaux                               | Rome     | Teatro Argentina                              |                           |
| La battaglia di Legnano              | Salvatore Cammarano                                       | I | Luigi Ferri (ténor) : Un héraut                               | PM | 1849 (27 janvier)  | Italie États pontificaux                               | Rome     | Teatro Argentina                              |                           |
| Luisa Miller                         | Salvatore Cammarano                                       | I | Antonio Selva (basse) : Le comte Walter                       | PM | 1849 (8 décembre)  | Italie Royaume des Deux-Siciles                        | Naples   | Teatro San Carlo                              |                           |
| Luisa Miller                         | Salvatore Cammarano                                       | I | Settimio Malvezzi (ténor) : Rodolfo                           | PM | 1849 (8 décembre)  | Italie Royaume des Deux-Siciles                        | Naples   | Teatro San Carlo                              |                           |
| Luisa Miller                         | Salvatore Cammarano                                       | I | Teresa Salandri (mezzo-soprano) : Federica                    | PM | 1849 (8 décembre)  | Italie Royaume des Deux-Siciles                        | Naples   | Teatro San Carlo                              |                           |
| Luisa Miller                         | Salvatore Cammarano                                       | I | Marco Arati (basse) : Wurm                                    | PM | 1849 (8 décembre)  | Italie Royaume des Deux-Siciles                        | Naples   | Teatro San Carlo                              |                           |
| Luisa Miller                         | Salvatore Cammarano                                       | I | Achille De Bassini (baryton) : Miller                         | PM | 1849 (8 décembre)  | Italie Royaume des Deux-Siciles                        | Naples   | Teatro San Carlo                              |                           |
| Luisa Miller                         | Salvatore Cammarano                                       | I | Marietta Gazzaniga (soprano) : Luisa                          | PM | 1849 (8 décembre)  | Italie Royaume des Deux-Siciles                        | Naples   | Teatro San Carlo                              |                           |
| Luisa Miller                         | Salvatore Cammarano                                       | I | Maria Salvetti (mezzo-soprano) : Laura                        | PM | 1849 (8 décembre)  | Italie Royaume des Deux-Siciles                        | Naples   | Teatro San Carlo                              |                           |
| Luisa Miller                         | Salvatore Cammarano                                       | I | Francesco Rossi (ténor) : Un paysan                           | PM | 1849 (8 décembre)  | Italie Royaume des Deux-Siciles                        | Naples   | Teatro San Carlo                              |                           |
| Stiffelio                            | Francesco Maria Piave                                     | I | Gaetano Fraschini (ténor) : Stiffelio                         | PM | 1850 (16 novembre) | Italie Empire d'Autriche                               | Trieste  | Teatro Grande                                 |                           |
| Stiffelio                            | Francesco Maria Piave                                     | I | Marietta Gazzaniga (soprano) : Lina                           | PM | 1850 (16 novembre) | Italie Empire d'Autriche                               | Trieste  | Teatro Grande                                 |                           |
| Stiffelio                            | Francesco Maria Piave                                     | I | Filippo Colini (baryton) : Stankar                            | PM | 1850 (16 novembre) | Italie Empire d'Autriche                               | Trieste  | Teatro Grande                                 |                           |
| Stiffelio                            | Francesco Maria Piave                                     | I | Raineri Dei (ténor) : Raffaele di Leuthold                    | PM | 1850 (16 novembre) | Italie Empire d'Autriche                               | Trieste  | Teatro Grande                                 |                           |
| Stiffelio                            | Francesco Maria Piave                                     | I | Francesco Reduzzi (basse) : Jorg                              | PM | 1850 (16 novembre) | Italie Empire d'Autriche                               | Trieste  | Teatro Grande                                 |                           |
| Stiffelio                            | Francesco Maria Piave                                     | I | Amalia Viezzoli De Silvestrini (mezzo-soprano) : Dorotea      | PM | 1850 (16 novembre) | Italie Empire d'Autriche                               | Trieste  | Teatro Grande                                 |                           |
| Stiffelio                            | Francesco Maria Piave                                     | I | Giovanni Petrovich (ténor) : Federico di Frengel              | PM | 1850 (16 novembre) | Italie Empire d'Autriche                               | Trieste  | Teatro Grande                                 |                           |
| Rigoletto                            | Francesco Maria Piave                                     | I | Raffaele Mirate (ténor) : Le duc de Mantoue                   | PM | 1851 (11 mars)     | Italie Royaume de Lombardie-Vénétie                    | Venise   | Teatro La Fenice                              |                           |
| Rigoletto                            | Francesco Maria Piave                                     | I | Felice Varesi (baryton) : Rigoletto                           | PM | 1851 (11 mars)     | Italie Royaume de Lombardie-Vénétie                    | Venise   | Teatro La Fenice                              |                           |
| Rigoletto                            | Francesco Maria Piave                                     | I | Teresina Brambilla (soprano) : Gilda                          | PM | 1851 (11 mars)     | Italie Royaume de Lombardie-Vénétie                    | Venise   | Teatro La Fenice                              |                           |
| Rigoletto                            | Francesco Maria Piave                                     | I | Feliciano Pons (basse) : Sparafucile                          | PM | 1851 (11 mars)     | Italie Royaume de Lombardie-Vénétie                    | Venise   | Teatro La Fenice                              |                           |
| Rigoletto                            | Francesco Maria Piave                                     | I | Annetta Casaloni (contralto) : Maddalena                      | PM | 1851 (11 mars)     | Italie Royaume de Lombardie-Vénétie                    | Venise   | Teatro La Fenice                              |                           |
| Rigoletto                            | Francesco Maria Piave                                     | I | Laura Saini (mezzo-soprano) : Giovanna                        | PM | 1851 (11 mars)     | Italie Royaume de Lombardie-Vénétie                    | Venise   | Teatro La Fenice                              |                           |
| Rigoletto                            | Francesco Maria Piave                                     | I | Andrea Bellini (basse) : Le comte Ceprano                     | PM | 1851 (11 mars)     | Italie Royaume de Lombardie-Vénétie                    | Venise   | Teatro La Fenice                              |                           |
| Rigoletto                            | Francesco Maria Piave                                     | I | Luigia Morselli (mezzo-soprano) : La comtesse Ceprano         | PM | 1851 (11 mars)     | Italie Royaume de Lombardie-Vénétie                    | Venise   | Teatro La Fenice                              |                           |
| Rigoletto                            | Francesco Maria Piave                                     | I | Paolo Damini (baryton) : Le comte Monterone                   | PM | 1851 (11 mars)     | Italie Royaume de Lombardie-Vénétie                    | Venise   | Teatro La Fenice                              |                           |
| Rigoletto                            | Francesco Maria Piave                                     | I | Angelo Zuliani (ténor) : Matteo Borsa                         | PM | 1851 (11 mars)     | Italie Royaume de Lombardie-Vénétie                    | Venise   | Teatro La Fenice                              |                           |
| Rigoletto                            | Francesco Maria Piave                                     | I | Francesco de Kunerth (baryton) : Le chevalier Marullo         | PM | 1851 (11 mars)     | Italie Royaume de Lombardie-Vénétie                    | Venise   | Teatro La Fenice                              |                           |
| Rigoletto                            | Francesco Maria Piave                                     | I | Antonio Rizzi (basse) : Un huissier                           | PM | 1851 (11 mars)     | Italie Royaume de Lombardie-Vénétie                    | Venise   | Teatro La Fenice                              |                           |
| Rigoletto                            | Francesco Maria Piave                                     | I | Annetta Modes Lovati (soprano) : Le page de la duchesse       | PM | 1851 (11 mars)     | Italie Royaume de Lombardie-Vénétie                    | Venise   | Teatro La Fenice                              |                           |
| Il trovatore                         | Salvatore Cammarano (complété par Leone Emanuele Bardare) | I | Carlo Baucardé (ténor) : Manrico                              | PM | 1853 (19 janvier)  | Italie États pontificaux                               | Rome     | Teatro Argentina                              |                           |
| Il trovatore                         | Salvatore Cammarano (complété par Leone Emanuele Bardare) | I | Giovanni Guicciardi (baryton) : Le comte de Luna              | PM | 1853 (19 janvier)  | Italie États pontificaux                               | Rome     | Teatro Argentina                              |                           |
| Il trovatore                         | Salvatore Cammarano (complété par Leone Emanuele Bardare) | I | Rosina Penco (soprano) : Leonora                              | PM | 1853 (19 janvier)  | Italie États pontificaux                               | Rome     | Teatro Argentina                              |                           |
| Il trovatore                         | Salvatore Cammarano (complété par Leone Emanuele Bardare) | I | Emilia Goggi (mezzo-soprano) : Azucena                        | PM | 1853 (19 janvier)  | Italie États pontificaux                               | Rome     | Teatro Argentina                              |                           |
| Il trovatore                         | Salvatore Cammarano (complété par Leone Emanuele Bardare) | I | Francesca Quadri (soprano) : Iñez                             | PM | 1853 (19 janvier)  | Italie États pontificaux                               | Rome     | Teatro Argentina                              |                           |
| Il trovatore                         | Salvatore Cammarano (complété par Leone Emanuele Bardare) | I | Arcangelo Balderi (basse) : Ferrando                          | PM | 1853 (19 janvier)  | Italie États pontificaux                               | Rome     | Teatro Argentina                              |                           |
| Il trovatore                         | Salvatore Cammarano (complété par Leone Emanuele Bardare) | I | Giuseppe Bazzoli (ténor) : Ruiz                               | PM | 1853 (19 janvier)  | Italie États pontificaux                               | Rome     | Teatro Argentina                              |                           |
| Il trovatore                         | Salvatore Cammarano (complété par Leone Emanuele Bardare) | I | Raffaele Marconi (basse) : Un vieux gitan                     | PM | 1853 (19 janvier)  | Italie États pontificaux                               | Rome     | Teatro Argentina                              |                           |
| Il trovatore                         | Salvatore Cammarano (complété par Leone Emanuele Bardare) | I | Luigi Fani (ténor) : Un messager                              | PM | 1853 (19 janvier)  | Italie États pontificaux                               | Rome     | Teatro Argentina                              |                           |
| La traviata (le fiasco)              | Francesco Maria Piave                                     | I | Fanny Salvini-Donatelli (soprano) : Violetta Valéry           | PM | 1853 (6 mars)      | Italie Royaume de Lombardie-Vénétie                    | Venise   | Teatro La Fenice                              |                           |
| La traviata (le fiasco)              | Francesco Maria Piave                                     | I | Speranza Giuseppini (mezzo-soprano) : Flora Bervoix           | PM | 1853 (6 mars)      | Italie Royaume de Lombardie-Vénétie                    | Venise   | Teatro La Fenice                              |                           |
| La traviata (le fiasco)              | Francesco Maria Piave                                     | I | Carlotta Berini (soprano) : Annina                            | PM | 1853 (6 mars)      | Italie Royaume de Lombardie-Vénétie                    | Venise   | Teatro La Fenice                              |                           |
| La traviata (le fiasco)              | Francesco Maria Piave                                     | I | Lodovico Graziani (ténor) : Alfredo Germont                   | PM | 1853 (6 mars)      | Italie Royaume de Lombardie-Vénétie                    | Venise   | Teatro La Fenice                              |                           |
| La traviata (le fiasco)              | Francesco Maria Piave                                     | I | Felice Varesi (baryton) : Giorgio Germont                     | PM | 1853 (6 mars)      | Italie Royaume de Lombardie-Vénétie                    | Venise   | Teatro La Fenice                              |                           |
| La traviata (le fiasco)              | Francesco Maria Piave                                     | I | Angelo Zuliani (ténor) : Gastone                              | PM | 1853 (6 mars)      | Italie Royaume de Lombardie-Vénétie                    | Venise   | Teatro La Fenice                              |                           |
| La traviata (le fiasco)              | Francesco Maria Piave                                     | I | Francesco Dragone (baryton) : Le baron Duphol                 | PM | 1853 (6 mars)      | Italie Royaume de Lombardie-Vénétie                    | Venise   | Teatro La Fenice                              |                           |
| La traviata (le fiasco)              | Francesco Maria Piave                                     | I | Arnaldo Silvestri (basse) : Le marquis d’Obigny               | PM | 1853 (6 mars)      | Italie Royaume de Lombardie-Vénétie                    | Venise   | Teatro La Fenice                              |                           |
| La traviata (le fiasco)              | Francesco Maria Piave                                     | I | Andrea Bellini (basse) : Le docteur Grenvil                   | PM | 1853 (6 mars)      | Italie Royaume de Lombardie-Vénétie                    | Venise   | Teatro La Fenice                              |                           |
| La traviata (le fiasco)              | Francesco Maria Piave                                     | I | Giuseppe Borsato (ténor) : Giuseppe                           | PM | 1853 (6 mars)      | Italie Royaume de Lombardie-Vénétie                    | Venise   | Teatro La Fenice                              |                           |
| La traviata (le fiasco)              | Francesco Maria Piave                                     | I | Giuseppe Tona (basse) : un domestique de Flora                | PM | 1853 (6 mars)      | Italie Royaume de Lombardie-Vénétie                    | Venise   | Teatro La Fenice                              |                           |
| La traviata (le fiasco)              | Francesco Maria Piave                                     | I | Antonio Manzini (basse) : un commissionaire                   | PM | 1853 (6 mars)      | Italie Royaume de Lombardie-Vénétie                    | Venise   | Teatro La Fenice                              |                           |
| La traviata (le triomphe)            | Francesco Maria Piave                                     | I | Maria Spezia (soprano) : Violetta Valéry                      | PM | 1854 (6 mai)       | Italie Royaume de Lombardie-Vénétie                    | Venise   | Teatro San Benedetto                          |                           |
| La traviata (le triomphe)            | Francesco Maria Piave                                     | I | Francesco Landi (ténor) : Alfredo Germont                     | PM | 1854 (6 mai)       | Italie Royaume de Lombardie-Vénétie                    | Venise   | Teatro San Benedetto                          |                           |
| La traviata (le triomphe)            | Francesco Maria Piave                                     | I | Filippo Coletti (baryton) : Giorgio Germont                   | PM | 1854 (6 mai)       | Italie Royaume de Lombardie-Vénétie                    | Venise   | Teatro San Benedetto                          |                           |
| Les Vêpres siciliennes               | Eugène Scribe Charles Duveyrier                           | F | Sophie Cruvelli (soprano) : Hélène                            | PM | 1855 (13 juin)     | France Empire français                                 | Paris    | Théâtre impérial de l'Opéra Salle Le Peletier |                           |
| Les Vêpres siciliennes               | Eugène Scribe Charles Duveyrier                           | F | Louis Gueymard (ténor) : Henri                                | PM | 1855 (13 juin)     | France Empire français                                 | Paris    | Théâtre impérial de l'Opéra Salle Le Peletier |                           |
| Les Vêpres siciliennes               | Eugène Scribe Charles Duveyrier                           | F | Marc Bonnehée (baryton) : Montfort                            | PM | 1855 (13 juin)     | France Empire français                                 | Paris    | Théâtre impérial de l'Opéra Salle Le Peletier |                           |
| Les Vêpres siciliennes               | Eugène Scribe Charles Duveyrier                           | F | Louis-Henri Obin (basse) : Jean de Procida                    | PM | 1855 (13 juin)     | France Empire français                                 | Paris    | Théâtre impérial de l'Opéra Salle Le Peletier |                           |
| Les Vêpres siciliennes               | Eugène Scribe Charles Duveyrier                           | F | Coulon (basse) : De Béthune                                   | PM | 1855 (13 juin)     | France Empire français                                 | Paris    | Théâtre impérial de l'Opéra Salle Le Peletier |                           |
| Les Vêpres siciliennes               | Eugène Scribe Charles Duveyrier                           | F | Guignot (basse) : le comte Vaudemont                          | PM | 1855 (13 juin)     | France Empire français                                 | Paris    | Théâtre impérial de l'Opéra Salle Le Peletier |                           |
| Les Vêpres siciliennes               | Eugène Scribe Charles Duveyrier                           | F | Mme Sannier (soprano) : Ninetta                               | PM | 1855 (13 juin)     | France Empire français                                 | Paris    | Théâtre impérial de l'Opéra Salle Le Peletier |                           |
| Les Vêpres siciliennes               | Eugène Scribe Charles Duveyrier                           | F | Jacques Boulo (ténor) : Danieli                               | PM | 1855 (13 juin)     | France Empire français                                 | Paris    | Théâtre impérial de l'Opéra Salle Le Peletier |                           |
| Les Vêpres siciliennes               | Eugène Scribe Charles Duveyrier                           | F | Aimès (ténor) : Thibault                                      | PM | 1855 (13 juin)     | France Empire français                                 | Paris    | Théâtre impérial de l'Opéra Salle Le Peletier |                           |
| Les Vêpres siciliennes               | Eugène Scribe Charles Duveyrier                           | F | Marié de l'Isle (basse) : Robert                              | PM | 1855 (13 juin)     | France Empire français                                 | Paris    | Théâtre impérial de l'Opéra Salle Le Peletier |                           |
| Les Vêpres siciliennes               | Eugène Scribe Charles Duveyrier                           | F | Koenig (ténor) : Manfredo                                     | PM | 1855 (13 juin)     | France Empire français                                 | Paris    | Théâtre impérial de l'Opéra Salle Le Peletier |                           |